# Türk Kitabevi
Das Türk Kitabevi (deutsch: türkische Buchhandlung) in Frankfurt am Main ist die größte Buchhandlung in Deutschland mit Schwerpunkt auf türkischsprachigen Publikationen. Geschäftsführer der Türkische Buchhandlung – Türk Kitabevi GmbH ist der Schriftsteller und Verleger Tahir Hacıkadiroğlu.
Türk Kitabevi hat 160.000 Kunden in ganz Europa und versendet nach eigenen Angaben jeden Tag rund 200 Bücher in alle Welt.

## Geschäftsgeschichte
Das langjährige Ladengeschäft im stark mit Migranten besiedelten Teil Frankfurt-Bockenheims wurde 2004 zugunsten des Sitzes in der Münchener Straße, einer zentralen Geschäftsstraße der Stadt, aufgegeben.
Der Versandhandel läuft über einen Internetshop und großformatige Anzeigen in den Europaausgaben türkischsprachiger Zeitungen. Das Buchhaus fungierte in seinen Anfängen unter seinem Namen Türk Kitapevi auch als Verlag für türkischsprachige Bücher mit einem Schwerpunkt auf deutschtürkischen Themen. Seit 1989 operiert das Verlagsgeschäft unter Gül Yayınları.